# Fabio Luisi

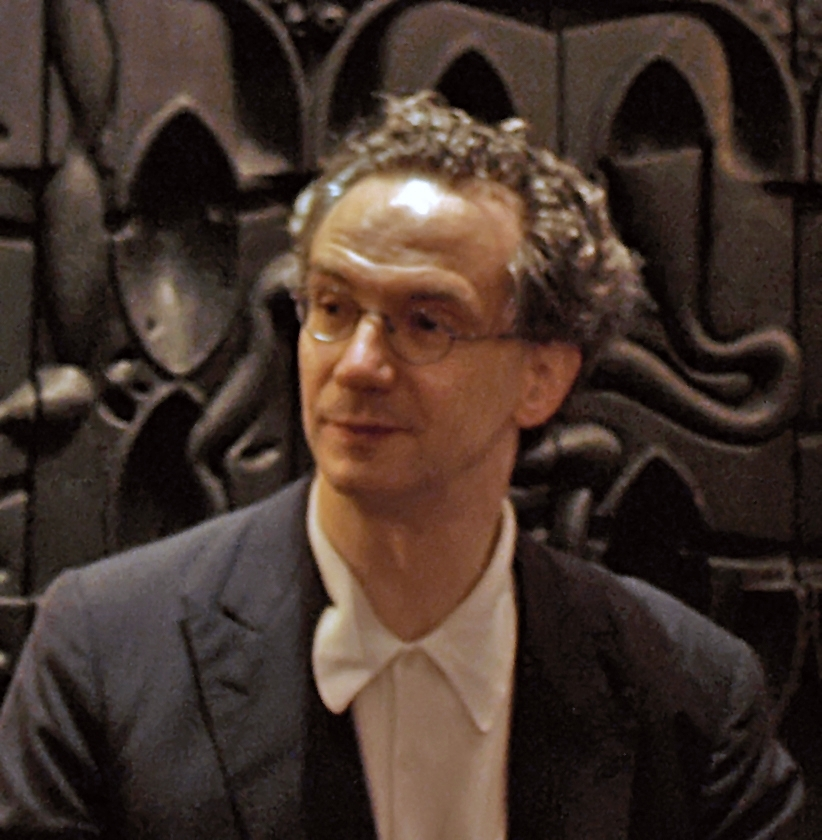
Fabio Luisi (2009)

Fabio Luisi (* 17. Januar 1959 in Genua) ist ein italienischer Dirigent und Parfümeur. Er gilt als einer der führenden Interpreten italienischer Opern und des spätromantischen Repertoires und wurde für seine Aufnahmen mehrfach mit internationalen Schallplattenpreisen ausgezeichnet. Seit 2017 ist er Chefdirigent des Dänischen Radio-Sinfonieorchesters, außerdem ist er seit 2020 Musikdirektor des Dallas Symphony Orchestra und seit September 2022 Chefdirigent des NHK-Sinfonieorchesters in Tokio.
Er war Künstlerischer Direktor der Grazer Symphoniker (1990–1996), Chefdirigent des Tonkünstler-Orchesters Niederösterreich (1994–2000), Chefdirigent des MDR-Sinfonieorchesters (1996–2007), Musikdirektor des Orchestre de la Suisse Romande (1997–2002), Chefdirigent der Wiener Symphoniker (2005–2013) und Chefdirigent der Sächsischen Staatskapelle Dresden (2007–2010), wo er gleichzeitig als Generalmusikdirektor (GMD) der Semperoper wirkte. 2010/11 vertrat er den erkrankten Musikdirektor James Levine als Erster Gastdirigent an der Metropolitan Opera in New York; von 2011 bis 2017 war er dort Principal Conductor. Von 2012 bis 2021 leitete er als GMD am Opernhaus Zürich die dortige Philharmonia.
Als künstlerischer bzw. musikalischer Direktor stand er u. a. dem Pacific Music Festival in Japan (2004, 2008 und 2010–2012) und der Opera di Firenze / dem Maggio Musicale Fiorentino (2018–2019) vor und leitet als Musikdirektor das Festival della Valle d’Itria (seit 2015).

## Leben

### Herkunft und Studium
Fabio Luisi wurde 1959 als Sohn eines toskanischen Lokomotivführers in Genua geboren. Luisi begann im Alter von vier Jahren mit einer Klavierausbildung. Wegen einer ernsthaften Asthmaerkrankung suchten seine Eltern eine Möglichkeit der Ablenkung, die Entscheidung fiel auf die Musik. In seiner Heimatstadt besuchte Luisi das humanistische Gymnasium „Cristoforo Colombo“ und absolvierte sein Abitur im Jahr 1978, nur wenige Wochen bevor er seine Klavierdiplomprüfung mit 9,6 von 10 Punkten als Privatschüler von Memi Schiavina am Konservatorium „Niccolò Paganini“ in Genua ablegte.

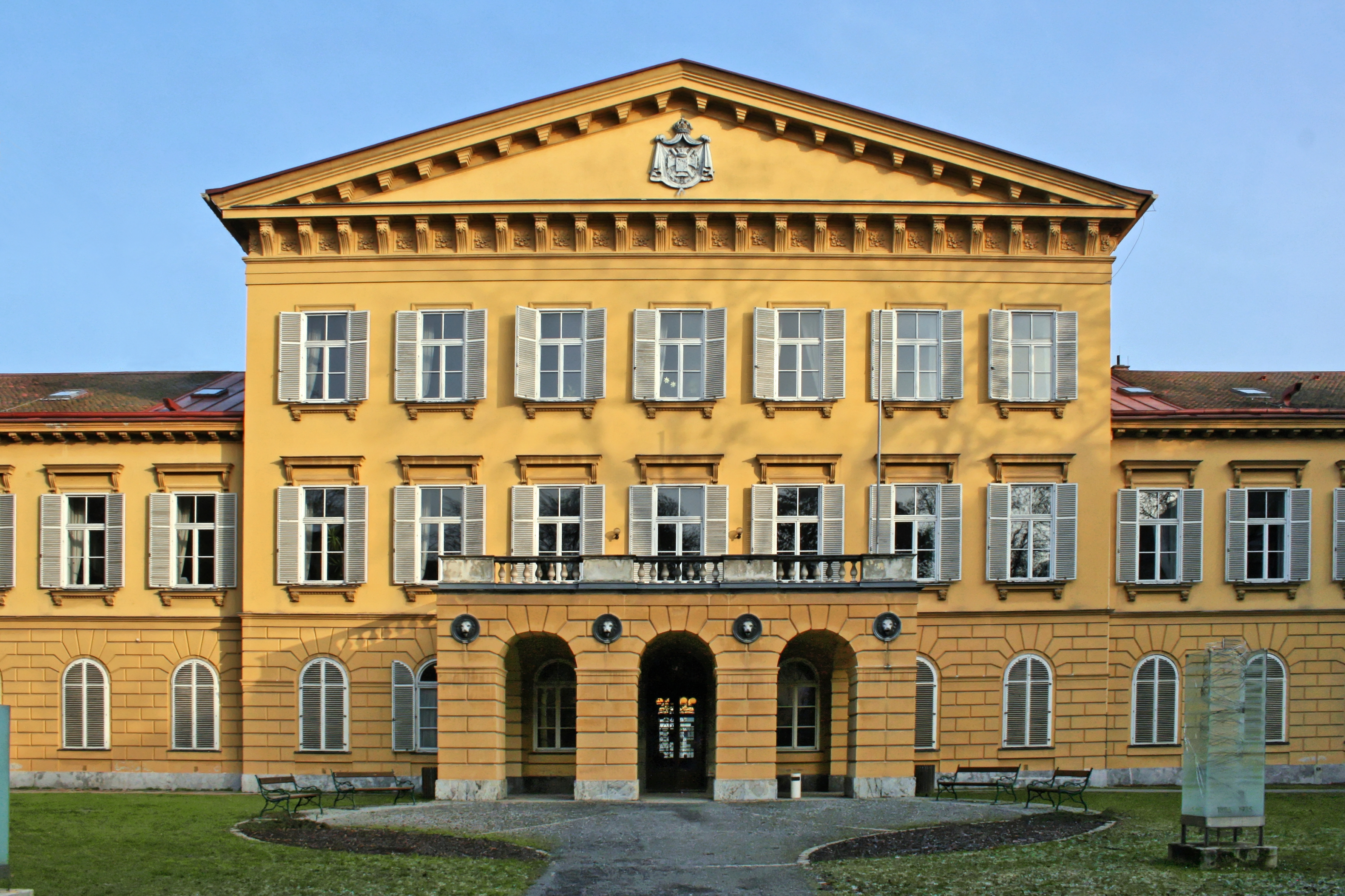
Grazer Musikhochschule (vor der Renovierung 2008)

Danach schrieb er sich zunächst an der Universität Genua in Griechisch und Latein ein, absolvierte aber keine Prüfungen und wandte sich weiter der Musik zu. Im gleichen Sommer lernte er im südfranzösischen Orange den italienischen Pianisten Aldo Ciccolini kennen, der ihn für einen Meisterkurs und weitere Klavierstudien nach Paris einlud. Bei ihm vertiefte Luisi insbesondere das französische Repertoire von Claude Debussy und César Franck. Gleichzeitig setzte er sein Klavierstudium in Italien bei Antonio Bacchelli fort. Im Jahr 1979 nahm er an einem Meisterkurs für Klavier bei Adam Harasiewicz auf Schloss Grafenegg in Niederösterreich teil.
Zwei Begegnungen ließen in Fabio Luisi den Wunsch reifen, zu dirigieren: mit der Sopranistin Leyla Gencer, mit der er als Korrepetitor für Oper und Lied arbeitete, und mit Rodolfo Celletti, der ihn als Korrepetitor zum im Sommer stattfindenden Festival della Valle d’Itria nach Martina Franca einlud. Nach zwei Jahren als Vertragslehrer für Musiktheorie und Kammermusik am Konservatorium „Giacomo Puccini“ im norditalienischen La Spezia zog Luisi nach Österreich, um sein Kapellmeisterstudium zu beginnen. Der ehemalige Chefdirigent des Radio-Symphonieorchesters Wien, Milan Horvat, den er in Genua kennengelernt hatte, und der Operettenchef der Grazer Oper, Walter Goldschmidt, wurden seine wichtigsten Lehrer an der Musikhochschule in Graz. Im Jahr 1983 erhielt er sein Kapellmeisterdiplom mit Auszeichnung und wurde wenig später Assistent von Milan Horvat.

### Beruflicher Werdegang

#### Beginn in Graz und Wien
Nach seiner Assistenzzeit trat er sein erstes Engagement als Korrepetitor mit Dirigierverpflichtung an der Grazer Oper an. Er debütierte 1984 als Dirigent in Martina Franca (Requiem von Domenico Cimarosa), im selben Jahr auch an der Grazer Oper mit der Opera buffa Viva la Mamma von Gaetano Donizetti und am Teatro dell’Opera Giocosa in Genua mit Il turco in Italia von Gioachino Rossini. In den folgenden Jahren dirigierte Luisi an der Grazer Oper weitere Opern, Operetten und Ballette.
Luisi trennte sich 1987 von der Grazer Oper und begann eine internationale Dirigiertätigkeit, die ihn als Gast in renommierte Opernhäuser und zu Sinfonieorchestern brachte, u. a. Staatstheater Stuttgart (1987), Nationaltheater Mannheim (1987), hr-Sinfonieorchester in Frankfurt (1988), Deutsche Oper Berlin (1988), Opéra national de Bordeaux (1988), Münchner Rundfunkorchester (1989) und Gewandhausorchester Leipzig (1989). Die in dieser Zeit angebotene Nachfolge von GMD Gabriele Ferro an der Stuttgarter Oper lehnte er ab, weil er gleichzeitig andere Vertragsverhandlungen führte. Im Jahr 1989 debütierte er durch Vermittlung von Wolfgang Sawallisch an der Bayerischen Staatsoper in München, an der Berliner Staatsoper Unter den Linden und an der Wiener Staatsoper. Seitdem ist Luisi ständiger Gast dieser Opernhäuser, mit zahlreichen Dirigaten von Repertoirevorstellungen, Wiederaufnahmen und neuen Produktionen. Im Jahr 1990 wurde unter seiner künstlerischen Leitung, die er bis 1996 innehatte, das Grazer Symphonische Orchester neu gegründet.
Im Jahr 1995 wurde Luisi Chefdirigent des Niederösterreichischen Tonkünstlerorchesters in Wien. Mit diesem Klangkörper unternahm er 1998 eine Tournee nach Japan und dirigierte bis zum Ende seines Mandats im Jahr 2000 über 250 Konzerte, die meisten im Goldenen Saal des Wiener Musikvereins.

#### Dirigate in Leipzig und Genf
Gemeinsam mit den Dirigentenkollegen Marcello Viotti und Manfred Honeck übernahm Fabio Luisi im Jahr 1996 die Nachfolge von Daniel Nazareth und damit die künstlerische Leitung des MDR-Sinfonieorchesters in Leipzig. Jenes „Triumvirat“ bestand bis 1999, danach wurde Luisi alleiniger Chefdirigent des Orchesters. Im Jahr 2005 brachte er mit Rundfunkchor und -orchester Jean-Luc Darbellays Requiem zur Uraufführung. Schwerpunkt seiner Tätigkeit war, neben Auslandstourneen und Konzerten im Sendegebiet, die Leitung von Rundfunkproduktionen. Es entstanden Aufnahmen u. a. von Werken Mahlers, Verdis, Berlioz’, Francks und Bizets. Luisi ließ seinen Vertrag 2007 trotz angebotener Verlängerung bis 2009 auslaufen.
Im Jahr 1997 wurde er als Nachfolger von Armin Jordan Musikdirektor des Orchestre de la Suisse Romande in Genf (bis 2002). Mit dem Orchester nahm er mehrere CDs auf u. a. eine Gesamtaufnahme der symphonischen Werke von Arthur Honegger und zwei Operngesamtaufnahmen für Philips. Auslandstourneen führten ihn nach Japan (1999) und Österreich. In der Schweiz brachte er 2000 Jean-Luc Darbellays Oyama zur Uraufführung. Im Jahr 1997 debütierte er an der Opéra Bastille in Paris. Im Februar 2000 gab Fabio Luisi seinen Einstand in den Vereinigten Staaten mit einem Konzert mit dem New York Philharmonic Orchestra und wenige Monate später an der Lyric Opera in Chicago.
Anfang des Jahres 2000 war Luisi auf Wunsch des Intendanten Udo Zimmermann (2001–2003) als Nachfolger des scheidenden GMD Christian Thielemann designierter Generalmusikdirektor der Deutschen Oper Berlin. In den nächsten Monaten kam es allerdings zu öffentlich ausgetragenen Auseinandersetzungen mit dem Land Berlin, dessen Senat schließlich den Vertrag aufgrund vermeintlich überhöhter Gehaltsforderungen Luisis nicht genehmigte. Nachdem sich Fabio Luisi nach eigenen Aussagen dem „nicht sehr theaterkompetenten Kultursenator und einigen Westberliner Politikern“ ausgesetzt sah, verzichtete er Ende 2000 auf Anraten Zimmermanns auf sein Amt. Hinter den Kulissen sprachen sich die überwiegende Mehrheit der Orchestermitglieder und die Fraktionsvorsitzenden der beiden Volksparteien Klaus-Rüdiger Landowsky (CDU) und Klaus Wowereit (Regierender Bürgermeister, SPD) für den Verbleib des alten GMD aus, des Berliners Christian Thielemann.
In den Jahren 2004, 2008 und 2010–2012 war er künstlerischer Leiter und Chefdirigent des Pacific Music Festival in Sapporo/Japan.

#### Engagements in Dresden und Wien

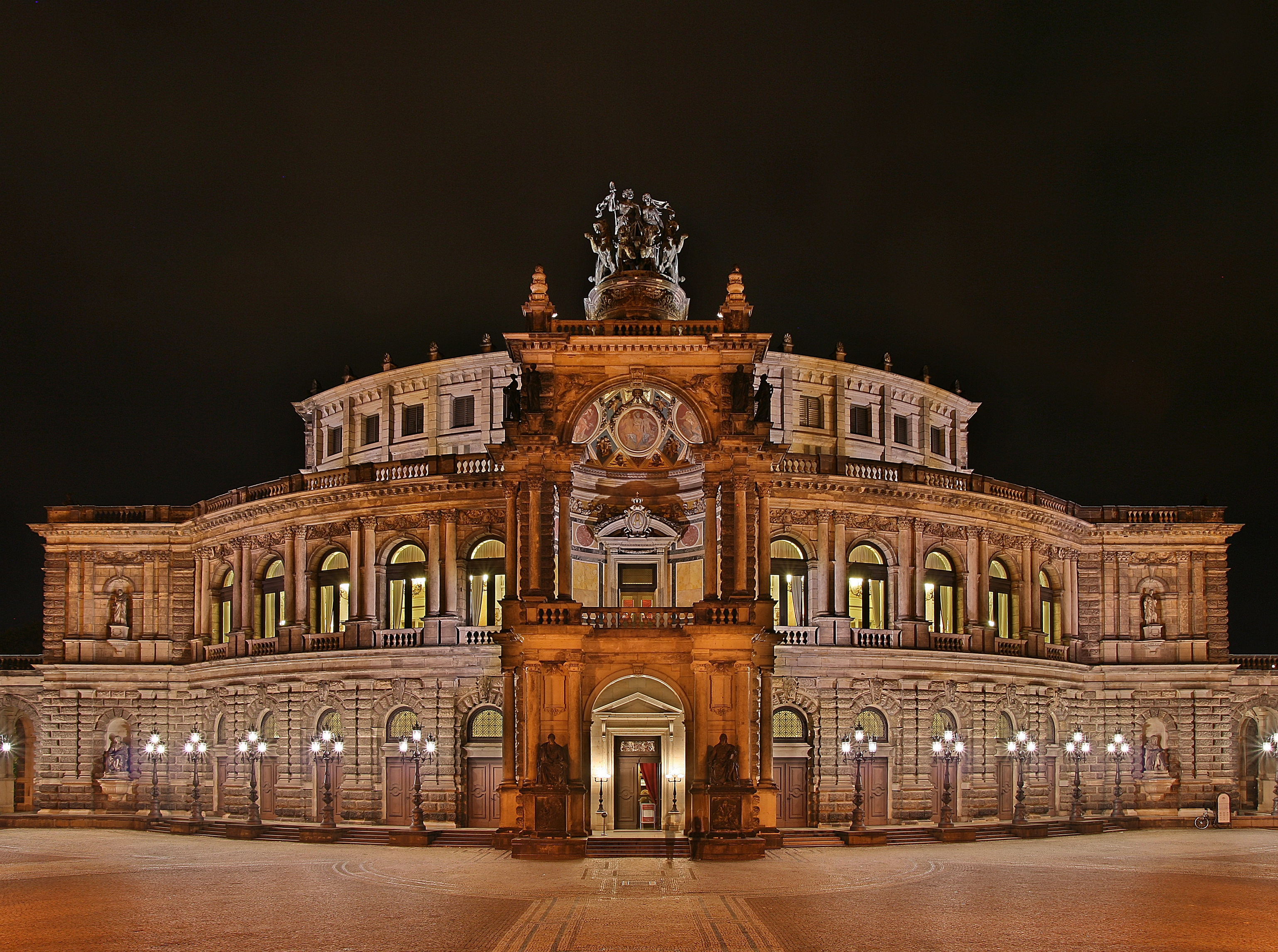
Semperoper Dresden (2007)

Im Jahr 2002 debütierte Luisi in einer Neuproduktion des Regisseurs Günter Krämer mit der Oper Die Liebe der Danae von Richard Strauss bei den Salzburger Festspielen. Erneut wurde er 2003 und 2006 eingeladen. Damals begann eine stetige Zusammenarbeit mit der Sächsischen Staatskapelle Dresden. Nächste Aufgaben brachten ihn zur Staatsoper Unter den Linden in Berlin und nach Dresden zur Semperoper für Neuproduktionen von Verdi und Puccini (2004). Luisi gab 2005 mit Verdis Don Carlos sein Debüt an der Metropolitan Opera in New York. An der Bayerischen Staatsoper in München dirigierte er 2005 zwei Neuproduktionen von Verdi und Humperdinck. Seinen ersten Ring des Nibelungen leitete er 2006 an der Semperoper.
Im Januar 2004 wurde Luisi als GMD der Sächsischen Staatsoper Dresden und gleichzeitig als Chefdirigent der Staatskapelle Dresden nominiert. Sein Vorgänger Bernard Haitink kritisierte das undurchsichtige Wahlverhalten der Orchestermusiker und plädierte für eine Wiederholung der Abstimmung, was der Orchestervorstand und der Intendant Gerd Uecker allerdings ablehnten. Luisi trat sein neues Amt ordnungsgemäß mit der Spielzeit 2007/08 an. Luisi initiierte gemeinsam mit dem KlangNetz Dresden die Einrichtung eines jährlich wechselnden Capell-Compositeurs. Luisi dirigierte von 2007 bis 2009 Uraufführungen der Capell-Compositeure Isabel Mundry (Balancen), Bernhard Lang (Monadologie II: A New Don Quichotte) und Rebecca Saunders (traces (Spuren)). Auslandstourneen führten ihn mit dem Orchester u. a. nach Asien und in die USA.
Im Februar 2010 beendete Luisi sein Engagement in Dresden vorzeitig per außerordentlicher Kündigung. Seinen Aussagen zufolge habe das Management des Orchesters Gespräche über ein Silvesterkonzert 2010 im ZDF nicht mit ihm abgestimmt. Er bestand auf seinen Rechten als Generalmusikdirektor und sah unüberwindbare Hindernisse in der weiteren Zusammenarbeit zwischen Orchester und Dirigenten. Luisi kritisierte in diesem Zusammenhang den Einfluss der Medien bei der programmatischen Gestaltung und die damit einhergehende Zurückhaltung des Sächsischen Staatsministeriums für Wissenschaft und Kunst. Dessen Leiterin, Sabine von Schorlemer, hingegen verlangte von Luisi Vertragserfüllung und drohte mit einem juristischen Nachspiel. Noch im selben Monat verkündete Luisi der Tageszeitung Die Presse „Ich bin desavouiert.“ Zu seinem Nachfolger wurde bereits 2009 Christian Thielemann, der in der Saison 2012/13 von den Münchner Philharmonikern nach Dresden wechselte, auserkoren, nachdem Luisi auf eine Vertragsverlängerung verzichtet hatte.
Im Jahr 2005 wurde Luisi als Nachfolger von Wladimir Fedossejew einstimmig zum Chefdirigent der Wiener Symphoniker ernannt und leitete sogleich von 2005 bis 2006 mit Verdis Troubadour die Seebühnenproduktion der Bregenzer Festspiele. Am 10. Dezember 2005 leitete er im Wiener Konzerthaus die Uraufführung von Bernhard Langs DW 14 für Saxophon, Jazztrio und Orchesterloops, die durch den ORF aufgenommen wurde. Am Vorabend des 26. Oktober 2006 dirigierte er das erste Konzert zum Nationalfeiertag, erneut im Jahr 2009. Neben dem umfangreichen konzertanten Wirken mit den Wiener Symphonikern leitete er u. a. Inszenierungen von Mozarts La finta semplice und Die Zauberflöte im Theater an der Wien. 2008 folgte die konzertante Aufführung von Bellinis I Capuleti e i Montecchi mit Anna Netrebko und Elīna Garanča im Wiener Konzerthaus, im November 2011 eine ausgedehnte USA-Tournee mit Konzerten u. a. in New York und Chicago. Das Chefdirigat für die Wiener Symphoniker endete im Sommer 2013.

#### Ausflug nach New York und Tätigkeit in Zürich
Luisi wurde 2010 Erster Gastdirigent an der Metropolitan Opera in New York. Für zwei Konzerte 2011 wurde er in einigen Medien kritisiert, weil er anstehende Verpflichtungen mit den Wiener Symphonikern und der San Francisco Symphony dafür absagen musste. Für die Saison 2012/13 wurde er als Principal Conductor der Met verpflichtet. Er sollte bis 2013 vollständig für den erkrankten James Levine einspringen. Das Management der Met handelte ihn zwischenzeitlich öffentlich als potenziellen Nachfolger von Levine. An der Juilliard School in New York unterrichtete er in dieser Zeit im Rahmen eines Meisterkurses. Seit 2018 gehört er dem Advisory Board des Montclair Orchestra in New Jersey an.
Im Herbst 2012 wurde Luisi außerdem für fünf Jahre als Generalmusikdirektor und Nachfolger von Daniele Gatti am Opernhaus Zürich bestellt. Er will sich für ein größeres Repertoire des Orchesters des Opernhauses einsetzen. Verstärkt strebt er Gastspiele des Orchesters an. Für die bessere Vermarktung ließ er es in Philharmonia Zürich umbenennen. Die Oper Zürich erhielt in seiner Amtszeit den International Opera Award in der Kategorie Opera Company; im Jahr 2018 war Luisi in der Kategorie Conductor nominiert. 2013 war er an der Mailänder Scala im Gespräch. Obwohl sich die Orchestermitglieder mehrheitlich für ihn aussprachen, fiel die Entscheidung schließlich auf Riccardo Chailly.
Aus Protest gegen das Ansinnen der genuesischen Kulturbeauftragten, u. a. den nicht unumstrittenen Juror Zakhar Bron als „Botschafter“ hinzuzuziehen, trat Luisi 2018 von seinem Posten als Vorsitzender des Violinwettbewerbs Premio Paganini zurück.
Überdies nimmt Luisi Verpflichtungen als Musikdirektor in Italien wahr: Festival della Valle d’Itria (seit 2015), Accademia del Belcanto „Rodolfo Celletti“ (seit 2016) sowie Opera di Firenze und Maggio Musicale Fiorentino (2018/19; in der Nachfolge von Zubin Mehta). Beim Festival della Valle d’Itria 2016 verantwortete er die Uraufführung der wiederentdeckten Dante-Oper Francesca da Rimini (1830/31) von Saverio Mercadante. 2017 leitete er das Neujahrskonzert von Venedig im Teatro La Fenice.
Für die St. Bonaventure University im Bundesstaat New York komponierte Luisi die Saint Bonaventure Mass, die 2017 uraufgeführt wurde. Das Werk wurde später im Rahmen der MetLiveArts series vom Buffalo Philharmonic Orchestra in New York City dargeboten.

#### Stellen in Kopenhagen, Dallas und Tokio
Seit der Saison 2017/18 ist er neben seiner Tätigkeit in Zürich (bis 2021) als Nachfolger von Rafael Frühbeck de Burgos Chefdirigent des Dänischen Radio-Sinfonieorchesters in Kopenhagen.
Im Juni 2018 ernannte man ihn zum designierten Musikdirektor für die Saison 2019/20 beim Dallas Symphony Orchestra in Texas. Ab 2020/21 folgte er offiziell Jaap van Zweden auf das Louise W. & Edmund J. Kahn Music Directorship. In Dallas verantwortete er in der Saison 2023/24 die Uraufführungen von Jessie Montgomerys Snapshots, Xi Wangs Year 2020 und Anna Clynes Atlas. 2024 begleitete er die Violinistin Anne-Sophie Mutter bei ihrer Europatournee.
2021 wurde er emeritierter Dirigent beim Orchestra Sinfonica Nazionale della RAI in Turin. Luisi leitete 2022 die Ammodo Conducting Masterclass des Concertgebouw-Orchesters in Amsterdam, bei dem er bereits 2005 das erste Mal als Gast am Pult stand. 2023 debütierte er bei den Berliner Philharmonikern.
In Tokio übernahm er im September 2022 überdies in der Nachfolge von Paavo Järvi das Chefdirigat des NHK-Sinfonieorchesters.

### Familie
Fabio Luisi war mit der österreichischen Blockflötistin Yvonne Luisi-Weichsel (1957–2021) und mit der deutschen Fotografin und Violinistin Barbara Luisi (* 1964) verheiratet. 2022 heiratete er die russischstämmige Pianistin und Korrepetitorin Yulia Levin (* 1981). Er hat drei Kinder; der Astrophysiker Matteo Luisi ist sein Sohn aus seiner ersten Ehe mit der Blockflötistin Yvonne Luisi-Weichsel. Neben Italienisch spricht Luisi Französisch, Deutsch und Englisch.
Sein Bruder Dario Luisi (* 1965) ist Geiger, er lehrte in Wien, Mailand, Venedig und Graz, seit 2010 ist er Fachbereichsleiter „Alte Musik“ am Johann-Joseph-Fux-Konservatorium Graz.

### Parfümproduzent
Im April 2011 gründete Fabio Luisi die FL Parfums LLC mit Sitz in Meilen, Kanton Zürich, Schweiz, die seine eigene Parfümkollektion vertreibt. Es kamen bis zu 24 Parfüms auf den Markt.

## Bedeutung

The 179th Metropolitan Opera performance of Giuseppe Verdi Don Carlo (2005)

Fabio Luisi gehört zur jüngeren italienischen Dirigentengeneration eines Riccardo Chailly, Daniele Gatti und Antonio Pappano. Der langjährige Direktor der Wiener Staatsoper Ioan Holender führte in seiner Laudatio anlässlich der Verleihung des Österreichischen Ehrenkreuzes aus: „Fabio Luisi ist heute ein führender Dirigent sowohl auf dem Konzertgebiet als auch in der weiten Welt der Oper, auch einer der wichtigsten und besten Dirigenten unseres Hauses […] Er gehört zu jenen, heute altmodisch genannten, die ihren Beruf von der Pike auf gelernt haben. Zu jenen Menschen, die durch langen, mühevollen Aufstieg zum Gipfel gelangten […]“. Für Walter Dobner (Musikkritiker) ist Luisi „für seine Leidenschaft, Stilsicherheit und musikalische Kompetenz“ bekannt. Er sei bisher „mit konsequenter, qualitätvoller Arbeit international erfolgreich“ gewesen. Seine Erfahrung weise ihn „als einen der führenden Dirigenten seiner Generation“ aus. Rupert Schöttle stellte in seinem Gesprächsband mit großen Dirigenten fest, dass der zurückhaltende Luisi „in relativ kurzer Zeit in die Reihen der weltweit bedeutendsten Dirigenten aufgestiegen ist“.
Luisi nennt Dirigenten wie Hermann Abendroth, Hans Schmidt-Isserstedt, Joseph Keilberth, Eugene Ormandy und Wolfgang Sawallisch als seine Vorbilder, weil sie in ihrer Art sehr arbeitsam und zurückhaltend waren. Der ehemalige Chefdramaturg der Deutschen Oper Karl Dietrich Gräwe nannte Luisi einen „unbestechlichen Sachwalter seines Fachs“. Peter Korfmacher, verantwortlicher Kulturredakteur bei der Leipziger Volkszeitung, sieht in Luisi einen unprätentiösen Dirigenten. Der österreichische Dirigent Otmar Suitner verglich Fabio Luisis Dirigierstil mit dem von Leonard Bernstein, denn beide haben eine Vorliebe für energiegeladene und präzise Tempi. Der Musikkritiker Egon Bezold attestierte ihm Eleganz und dramaturgisches Handwerkszeug. Durch Luisis flexibles Auf-und-Ab in der musikalischen Darstellung überlässt er den Gesangssolisten bei Opernaufführungen Ausdrucksfreiheit. Die Intendantin der Semperoper Ulrike Hessler beschrieb Luisis Führungsstil als demokratisch. Außerdem hat er nach Aussagen von Hessler ein erfahrenes Auge für junge Gesangstalente.
Fabio Luisi verfügt über ein umfangreiches Repertoire. Er ist einer der führenden Interpreten italienischer Opern und gilt im Besonderen als ausgewiesener Verdi-Experte. Der Musikkritiker Georg-Friedrich Kühn deutet seine Interpretationen als „Schmiegsam, weich, mit gleitenden Tempi“. Gleich stark fühlt sich Luisi dem spätromantischen Repertoire von Komponisten wie Gustav Mahler, Anton Bruckner und Richard Strauss verpflichtet. Für seine Einspielungen wurde er mehrfach ausgezeichnet. Er hat darüber hinaus zur Wiederentdeckung des österreichischen Komponisten Franz Schmidt beigetragen. Im Bereich der zeitgenössischen Musik brachte er Werke von u. a. Jean-Luc Darbellay und Bernhard Lang zur Uraufführung. Grundsätzlich aber steht er der Neuen Musik kritisch gegenüber. Dem Kölner Stadt-Anzeiger berichtete er: „Das meiste Neue ist nichts. […] Uraufführungen sind oft genug ein Alibi eines Orchesters, das sagt: Guckt mal, wir interessieren uns für Neue Musik. […] Viel wichtiger sind Wiederaufführungen von zeitgenössischer Musik.“

## Auszeichnungen
Staatliche Orden und Ehrenzeichen
- Für das Jahr 2000 wurde er durch Einbringung der Sektion Kunstangelegenheiten im Bundeskanzleramt mit dem Österreichischen Ehrenkreuz für Wissenschaft und Kunst ausgezeichnet.[88]
- Luisi erhielt im Juni 2006 auf Vorschlag des Presidenza del Consiglio dei Ministri den italienischen Verdienstorden, d. h. den Ufficiale Ordine al Merito della Repubblica Italiana.[89]
- Im August 2007 wurde er mit dem Commendatore dell’Ordine della Stella d’Italia (già Stella della solidarietà italiana) geehrt.[90]
- Wegen seiner Verdienste um die dänische Kultur erhielt er 2024 das Ritterkreuz des Dannebrog-Ordens.

Akademische Ehrungen
- Luisi wurde im Dezember 2001 an der Hochschule für Musik und Theater „Felix Mendelssohn Bartholdy“ Leipzig eine Honorarprofessur für Dirigieren verliehen.[91]
- 2017 erhielt er die Ehrendoktorwürde („Doctor of Humane Letters“) der St. Bonaventure University in Allegany, New York[92]

Kulturauszeichnungen
- Der „Verein Anton Bruckner der Wiener Symphoniker“ verlieh ihm im Jahr 2007 den Anton-Bruckner-Ring.
- Nach einer erfolgreichen Saison beim Maggio Musicale Fiorentino und bei der Filarmonica della Scala (Teatro alla Scala) wurde Luisi 2012 in der Kategorie direttore mit dem Premio della critica musicale “Franco Abbiati” der Associazione Nazionale Critici Musicali ausgezeichnet.[93]
- Im Jahre 2014 verlieh ihm seine Heimatstadt Genua den „Grifo d'Oro“.
- Als „beliebtester“ Künstler wurde er 2019 auf dem Festival della Valle d’Itria in Martina Franca mit dem „Premio Bacco dei Borbone“ ausgezeichnet.
- Im Rahmen des Festival della Valle d’Itria erhielt er 2024 den „Premio del Belcanto Rodolfo Celletti“

Schallplattenpreise
- Das luxemburgische Musikmagazin Pizzicato zeichnete die MDR-Aufnahme „Beethoven: Messe C-Dur“ mit dem Supersonic Award in der Kategorie Platte des Monats Januar 2006 aus.
- Für die Aufnahme „Wagner: Der Ring des Nibelungen“ an der Met erhielt er gemeinsam mit dem Musikdirektor James Levine den Grammy Award 2013 for Best Opera Recording.[94]
- Im Jahr 2013 wurde er für seine Liveaufnahme von 2011 aus Amsterdamer Concertgebouw (Gustav Mahler: Das Lied von der Erde) mit dem Sonderpreis des Internationalen Mahler Schallplattenpreises „Toblacher Komponierhäuschen“ ausgezeichnet.[95]
- Für die Liveaufnahme (2015) der Zürcher Inszenierung „Berg: Wozzeck“ erhielt er 2017 den International Classical Music Award in der Kategorie Video Performance.[96]
- Die Aufnahme von Nielsens 4. und 5. Sinfonie mit dem Dänischen Radio-Sinfonieorchester wurde mit dem Gramophone’s Orchestral Award & Recording of the Year 2023 ausgezeichnet.
- Das australische Kulturmagazin Limelight zählte die Einspielung zu den „Recordings of the Year“ 2023.[97]
- 2024 war er mit obiger Aufnahme Gewinner des „BBC Music Magazine Awards“ in der Kategorie Concerto Award.

Für die Strauss-Einspielung „Eine Alpensinfonie op.64 / Vier letzte Lieder“ erhielt er 2008 gemeinsam mit der Sopranistin Anja Harteros und der Staatskapelle Dresden in der Kategorie Surround-Einspielung des Jahres den ECHO-Klassik. Selbiges Orchester wurde unter seiner Leitung ein Jahr darauf für „Anton Bruckner, Sinfonie 9“ in der Kategorie Orchester des Jahres ausgezeichnet. Am 18. April 2018 gab er jedoch in einer Medienmitteilung bekannt, dass er sich nach der umstrittenen Vergabe der Auszeichnung an die Rapper Kollegah und Farid Bang bei der Echoverleihung 2018 von diesem Preis distanziert. Er wurde u. a. zitiert mit: „Es ist erschütternd festzustellen, dass ein Kulturpreis keinerlei ethische Massstäbe kennt, Rassismus und ignorante Inhalte toleriert und sogar auszeichnet, wenn nur die Umsatzzahlen stimmen“.

## Diskografie (Auswahl)

### CDs
- Arien von Chapi, Massenet, Offenbach, Rossini, Villa-Lobos, Montsalvatge, Strauss; Elīna Garanča, Sächsischer Staatsopernchor & Sächsische Staatskapelle Dresden, 2006; erschienen bei DGG 2007.
- Ludwig van Beethoven, Messe in C-Dur; Christiane Oelze, Claudia Mahnke, Christian Elsner, Franz-Josef Selig, MDR-Rundfunkchor Leipzig, MDR-Sinfonieorchester, 2005; erschienen bei Querstand 2005.
- Vincenzo Bellini, Beatrice di Tenda; Lucia Aliberti, Paolo Gavenelli, Camillo Capasso, Martin Thompson, John David de Haan, Chor und Orchester der Deutschen Oper Berlin, 1991; erschienen bei Berlin Classics 2003.
- Vincenzo Bellini, I Capuleti e i Montecchi; Elina Garanča, Anna Netrebko, Joseph Calleja, Robert Gleadow, Wiener Singakademie, Wiener Symphoniker, 2008; erschienen bei DGG 2009.
- Vincenzo Bellini, I puritani; Edita Gruberova, Justin Lavender, Ettore Kim, Francesco Ellero d'Artegna, Katja Lytting, Dankwart Siegele, Carlo Duano, Chor des Bayerischen Rundfunks, Münchner Rundfunkorchester, 1993; erschienen bei Nightingale Classics 1994.
- Hector Berlioz, Symphonie fantastique; Philharmonia Zürich, 2013; erschienen bei Philharmonia Records 2014.
- Johannes Brahms, Violinkonzert, Robert Schumann, 4. Sinfonie; Arabella Steinbacher, Wiener Symphoniker, 2007; erschienen bei Orfeo 2011.
- Anton Bruckner, 7. Sinfonie; Niederösterreichisches Tonkünstlerorchester, 1998 (live); erschienen bei ORF Radio Niederösterreich 1998.
- Anton Bruckner, 8. Sinfonie (Bruckner), Urfassung; Philharmonia Zürich, 2015; erschienen bei Philharmonia Records 2016.
- Anton Bruckner, 9. Sinfonie; Sächsische Staatskapelle Dresden, 2007; erschienen bei Sony Classic 2008.
- Frédéric Chopin, 2. Klavierkonzert, Balladen Nr. 1/2/3/4; Lise de la Salle, Staatskapelle Dresden, 2009; erschienen bei Naive 2010.
- Jean-Luc Darbellay, Oyama, Requiem; Julie Kaufmann, Iris Vermillion, Christoph Genz, MDR-Rundfunkchor Leipzig, MDR-Sinfonieorchester, 2009; erschienen bei Claves 2010.
- Gaetano Donizetti, Die Favoritin; Paolo Coni, Adelisa Tabiadon, Giuseppe Morino, Alessandra Ruffini, Michele Ferruggia, Alessandro Verducci, Slowakischer Philharmonischer Chor, Orchestra Internazionale d’Italia, 1989; erschienen bei Nuova Era 2008.
- Arthur Honegger, Symphonien Nr. 1–5; L'Orchestre de la Suisse Romande, 1999; erschienen bei Cascavelle Espace 2 2001.
- Gustav Mahler, 1. Sinfonie; Wiener Symphoniker; erschienen bei Wiener Symphoniker (Eigenlabel) 2012.[100]
- Gustav Mahler, 2. Sinfonie; Fionnula McCarthy, Jard van Nes, Wiener Singverein, NTO Tonkünstlerorchester, 1997 (live); erschienen bei ORF Radio Niederösterreich 1997.
- Gustav Mahler, 2. Sinfonie; Christiane Oelze, Mihoko Fujimura, MDR-Sinfonieorchester, 2005; erschienen bei Querstand 2006.
- Gustav Mahler, 4. Sinfonie; Sandra Trattnigg, MDR-Sinfonieorchester, 1997; erschienen bei Querstand 2005.
- Gustav Mahler, 5. Sinfonie; MDR-Sinfonieorchester, 1997; erschienen bei Querstand 2005.
- Gustav Mahler, Das Lied von der Erde (Kammermusikfassung), Lieder eines fahrenden Gesellen (Kammermusikfassung); Doris Soffel, Wolfgang Müller-Lorenz, Roman Trekel, MDR-Sinfonieorchester, 1999; erschienen bei Querstand 2005.
- Frank Martin, Die Weise von Liebe und Tod des Cornets, Okka von der Damerau, Philharmonia Zürich, 2016; erschienen bei Philharmonia Records
- Wolfgang Amadeus Mozart, Idomeneo (in der Bearbeitung von Richard Strauss); Robert Gambill, Britta Stallmeister, Camilla Nylund, Iris Vermillion, Christoph Pohl, Jacques-Greg Belobo, Sächsische Staatskapelle Dresden, 2006; erschienen bei Orfeo 2007.
- Wolfgang Amadeus Mozart Klavierkonzert KV 488, Frédéric Chopin-Variationen op. 2, Robert Schumann Klavierkonzert a-moll. Margarita Höhenrieder, Wiener Symphoniker; erschienen bei Solo Musica 2014.
- Sergej Rachmaninow, Klavierkonzerte, Paganini-Variationen; Lise de la Salle, Philharmonia Zürich, 2013–2015; erschienen bei Philharmonia Records 2015.
- Nikolai Rimski-Korsakow, Scheherazade, Philharmonia Zürich, 2016; erschienen bei Philharmonia Records
- Gioachino Rossini, Guillaume Tell; Nancy Gustafson, Dawn Kotoski, Giuseppe Sabbatini, Thomas Hampson, Walter Fink, Egils Silins, Chor und Orchester der Wiener Staatsoper, 1998 (live); erschienen bei Orfeo 2005.
- Nino Rota, Musiques de films de Federico Fellini; Amacord, Roma, La Strada, Otto e mezzo, L'Orchestre de la Suisse Romande, 2001; erschienen bei RSR Elvia Espace 2 2001;
- Franz Schmidt, Sinfonien Nr. 1–4; MDR-Sinfonieorchester, 2004; erschienen bei Querstand 2005.
- Franz Schmidt, Concertante Variationen über ein Thema von Beethoven für Klavier (linke Hand) und Orchester, Konzert Es-Dur für Klavier (linke Hand) und Orchester; Carlo Grante, MDR-Sinfonieorchester, 2005/06; erschienen bei Querstand 2007.
- Franz Schmidt, Das Buch mit sieben Siegeln; Herbert Lippert, Jan-Hendrik Rootering, Annette Dasch, Natele Nicoli, Johannes Chum, Günther Groissböck, Michael Schönheit, MDR-Rundfunkchor Leipzig, MDR-Sinfonieorchester, 2004; erschienen bei Querstand 2005.
- Robert Schumann, Sinfonie Nr. 1/2/3/4, Konzertstück für 4 Hörner & Orchester op. 86; Wiener Symphoniker, 2006–08; erschienen bei Orfeo 2010.
- Richard Strauss, Don Juan, Aus Italien, Don Quixote; Jan Vogler, Sächsische Staatskapelle Dresden, 2008; erschienen bei Sony Classical 2009.
- Richard Strauss, Don Quixote, Romanze für Cello und Orchester, Sonate f-moll für Cello und Klavier; Jan Vogler, Louis Lortie, Sächsische Staatskapelle Dresden, 2003/2008; erschienen bei Sony Classical 2009.
- Richard Strauss, Ein Heldenleben, Metamorphosen; Sächsische Staatskapelle Dresden, 2006; erschienen bei Sony Classical 2007.
- Richard Strauss, Vier letzte Lieder, Eine Alpensinfonie; Anja Harteros, Sächsische Staatskapelle Dresden, 2006; erschienen bei Sony Classical 2007.
- Giuseppe Verdi, Alzira; Marirona Mescheriakova, Ramón Vargas, Paolo Gavanelli, Torsten Kerl, Jana Iliev, Jovo Reljin, Wolfgang Barta, Slobodan Stankovic, Choeur du Grand Théâtre de Genève, L'Orchestre de la Suisse Romande; erschienen bei Philips 2001.
- Giuseppe Verdi, Aroldo; Neil Shicoff, Carol Vaness, Anthony Michaels-Moore, Roberto Scandiuzzi, Orchestra e Coro del Maggio Musicale Fiorentino; erschienen bei Philips 2001.
- Giuseppe Verdi, Jérusalem; Marina Mescheriakova, Marcello Giordani, Roberto Scandiuzzi, L'Orchestre de la Suisse Romande; erschienen bei Philips 2000.
- Giuseppe Verdi, Vorspiele und Ouvertüren, Philharmonia Zürich, 2017; erschienen bei Philharmonia Records 2017.
- Richard Wagner, Vor- und Zwischenspiele; Philharmonia Zürich, 2014; erschienen bei Philharmonia Records 2015.
- Riccardo Zandonai, Francesca da Rimini; Elena Filipova, Frederic Kalt, Philippe Rouillon, Kenneth Riegel, Kammerchor Sofia, Chor der Volksoper Wien, Wiener Symphoniker; erschienen bei Koch Schwann – ORF 1997.

### DVDs
- Ludwig van Beethoven, Klavierkonzert Nr. 1, Gustav Mahler, 1. Sinfonie, Harald Genzmer, Presto aus der Suite für Klavier C-Dur; Margarita Höhenrieder, Staatskapelle Dresden; erschienen bei Medici 2009.
- Ludwig van Beethoven, Missa solemnis; Camilla Nylund, Birgit Remmert, Christian Elsner, René Pape, Staatsopernchor Dresden, Sächsische Staatskapelle Dresden, 2005 (live); erschienen bei Euroarts, ZDF, ARTE 2006.
- Vincenzo Bellini, I Capuleti e I Montecchi, Joyce DiDonato, Olga Kulchynska, Philharmonia Zürich, 2015; erschienen bei Philharmonia Records 2016.
- Alban Berg, Wozzeck; Christian Gerhaher, Gun-Brit Barkmin, Brandon Jovanovich, Philharmonia Zürich, 2015; erschienen bei Philharmonia Records.
- Franz Lehár, Das Land des Lächelns, Julia Kleiter, Piotr Beczala, Philharmonia Zürich, 2017; erscheint 2018 bei Philharmonia Records.
- Saverio Mercadante, Francesca da Rimini; Leonor Bonilla, Aya Wakizono, Merto Süngü, Antonio Di Matteo, Larisa Martinez, Ivan Ayon Rivas, Orchestra Internazionale d’Italia, Coro della Filarmonica di Stato "Transilvania" di Cluj-Napoca, Cornel Groza, 2016 (live / Uraufführung); erschienen bei Dynamic 2017.
- Richard Strauss, Der Rosenkavalier; Anne Schwanewilms, Kurt Rydl, Anke Vondung, Hans-Joachim Ketelsen, Maki Mori, Sächsische Staatskapelle Dresden, 2007; erschienen bei Medici 2008.
- Giuseppe Verdi, Messa da Requiem; Krassimira Stoyanova, Veronica Simeoni, Francesco Meli, Georg Zeppenfeld, Chor der Oper Zürich, Philharmonia Zürich, 2016; erschienen bei Philharmonia Records 2017.
- Giuseppe Verdi, Nabucco; Leo Nucci, Peter Dvorský, Giacomo Prestia, Maria Guleghina, Chor & Orchester der Wiener Staatsoper, 2001; erschienen bei TDK 2009.
- Giuseppe Verdi, Rigoletto; Diana Damrau, Juan Diego Flórez, Zeljko Lucic, Sächsische Staatskapelle Dresden, 2008; erschienen bei EMI 2010.
- Giuseppe Verdi, Rigoletto; Aleksandra Kurzak, Saimir Pirgu, Quinn Kelsey, Philharmonia Zürich, 2014; erschienen bei Philharmonia Records.
- Richard Wagner, Der Ring des Nibelungen; Stephanie Blythe, Jonas Kaufmann, Hans-Peter König, Jay Hunter Morris, Eric Owens, Gerhard Siegel, Bryn Terfel, Deborah Voigt, Eva-Maria Westbroek, Orchester und Chor der Metropolitan Opera, James Levine, 2010–2012; erschienen bei DGG 2012.

## Schriften (Auswahl)
Autobiografie
- Erst der halbe Weg. Autobiografie. Aufgezeichnet von Walter Dobner. Böhlau Verlag, Wien 2008, ISBN 978-3-205-77737-3.

Vorworte
- Ernest Hoetzl: Musikgeschichte heute? Versuch einer Perspektive. Böhlau Verlag, Wien 1995, ISBN 3-205-98373-4, S. 9 f.
- Patrick Lo: Conversations with the World's Leading Orchestra and Opera Librarians. Rowman & Littlefield, Lanham 2016, ISBN 978-1-4422-5542-5, S. IX f.